# SN 2007sr
SN 2007sr – supernowa typu Ia odkryta 16 grudnia 2007 roku w galaktyce NGC 4038. Jej maksymalna jasność wynosiła 12,79m.